# Festival van Vlaanderen
Het Festival van Vlaanderen is een jaarlijks weerkerend muziekevenement op verschillende locaties in Vlaanderen. Aanvankelijk als "zomerfestival" gestart, spreiden de activiteiten zich nu van mei tot januari, met een overwicht in de late zomer en de vroege herfst.

## Historiek
Het Festival van Vlaanderen heeft zijn oorsprong in het Limburgse Tongeren, waar Jan Briers vanaf 1958 de Basilica-concerten in de Tongerse Basiliek organiseerde. Aanvankelijk werd er religieus geïnspireerde koormuziek gespeeld, maar al snel werd er uitgebreid naar andere klassieke, instrumentale muziek; en naar andere locaties. Dikwijls werden historische locaties als abdijen en kastelen gebruikt, met af en toe een overstapje naar Maastricht. Het succes groeide de stichter wat over het hoofd. Aangezien er in andere Vlaamse steden ook (klassieke) zomerconcerten werden georganiseerd, bundelde men vanaf 1972 de krachten in een meer omvattend Festival van Vlaanderen.
De organisatie werd actief gesubsidieerd door de pas ontvoogde Vlaamse "culturele autonomie". Men wilde met name in Brussel "serieuze" Vlaamse cultuur tentoonspreiden. Mede daardoor kon men grote namen en prestigieuze orkesten naar Vlaanderen halen. Tegelijkertijd kreeg het festival daardoor een wat elitair "smoking"-karakter.
In de jaren negentig begon men het ontstaan van dit eenzijdige imago in te zien en werd de programmering verruimd naar hedendaagse muziek, geluidskunst, jeugdwerking, jazz, orgelmuziek, muziektheater, en cross-overs met beeldende kunsten, film, dans.
Van 1986 tot 2013 stond Jan Briers jr. aan het hoofd van de organisatie. Serge Platel wordt vanaf 2013 gedelegeerd bestuurder voor Gent Festival van Vlaanderen. In Brussel nemen Sophie Detremmerie en Hendrik Storme de fakkel over. 

## Aanbod
Het Festival van Vlaanderen bestaat uit diverse festivals verspreid over verschillende Vlaamse steden of provincies: 
- Het Festival van Vlaanderen - Antwerpen (Laus Polyphoniae en Music@venture)
- Het festival voor oude muziek MAfestival in Brugge
- Het Klarafestival in Brussel
- Het Gent Festival van Vlaanderen in Gent
- Het Happy New Festival in Kortrijk
- Het Basilica Festival van Vlaanderen in Limburg
- Het Festival van Vlaanderen Mechelen/Kempen in de Kempen (met het najaarsfestival Musica Divina) en met het voorjaarsfestival LUNALIA in Mechelen
- Het Festival van Vlaanderen - Vlaams-Brabant in Vlaams-Brabant.